# Johann Christoph von Bartenstein
Johann Christof baron von Bartenstein (ur. 23 października 1689 w Strasburgu, zm. 6 sierpnia 1767 w Wiedniu) – austriacki mąż stanu, polityk i dyplomata.

## Pochodzenie i nauka
Mieszczański ród Bartenstein (wyniesiony do stanu szlacheckiego w roku 1719) miał swe korzenie w Strasbourgu. Ojciec przyszłego męża stanu Johann Philipp Bartenstein (1650-1726) był pochodzącym z Turyngii profesorem filozofii, dyrektorem sztrasburskiego gimnazjum, matka zaś wywodziła się z rodziny uczonych.
Młody Bartenstein studiował w ojczystym mieście historię, języki i prawo. Studia historyczne zakończył w roku 1709 pracą o wojnach Maurycego Saskiego przeciw cesarzowi Karolowi V. Studia prawnicze ukończył w 1711.
W wieku lat 19 odwiedził Paryż, a stamtąd udał się do Wiednia, gdzie poznał Leibniza, który poparł jego karierę w administracji.

## Kariera polityczna
W roku 1715 przyjął katolicyzm by móc zostać austriackim urzędnikiem. W 1719 został uszlachcony. Karierę baron von Bartenstein rozpoczął jako sekretarz i protokolant wiedeńskiej tzw. „Tajnej Konferencji” (Geheime Konferenz) – rządu Imperium. W roku 1727 został kanclerzem, a cesarz Karol VI Habsburg uczynił go w roku 1732 swym bliskim doradcą, od tego momentu, aż do 1753 roku był naczelna postacią polityki zewnętrznej i wewnętrznej Austrii. Od 1742 roku tytuł kanclerza nosił też jego współpracownik Anton Corfiz von Ulfeldt (1699-1760).
W roku 1753 młody dyplomata, mający na koncie wiele sukcesów dyplomatycznych Wenzel Anton Graf von Kaunitz, wywalczył sobie resort spraw zagranicznych. Von Bartensteinowi pozostała polityka wewnętrzna i wicekanclerstwo „Dyrektorium” ekonomicznego (Vizekanzler des Directoriums in publicis et cameralibus), lecz po jakimś czasie Kaunitz doprowadził do dalszego zepchnięcia go, tym razem w opiekę nad Archiwami (Geheime Hausarchiv).
Jako szef MSZ Austrii Bartenstein doprowadził min do tego, że do końca lat dwudziestych Sankcja pragmatyczna została uznana przez niemal wszystkie kraje Europy. I to on uratował jedność ziem Imperium Habsburgów w trudnych latach wojny (1741-1748).
Był wychowawcą i nauczycielem następcy tronu arcyksięcia Józefa.